# Boeing-Stearman Model 75

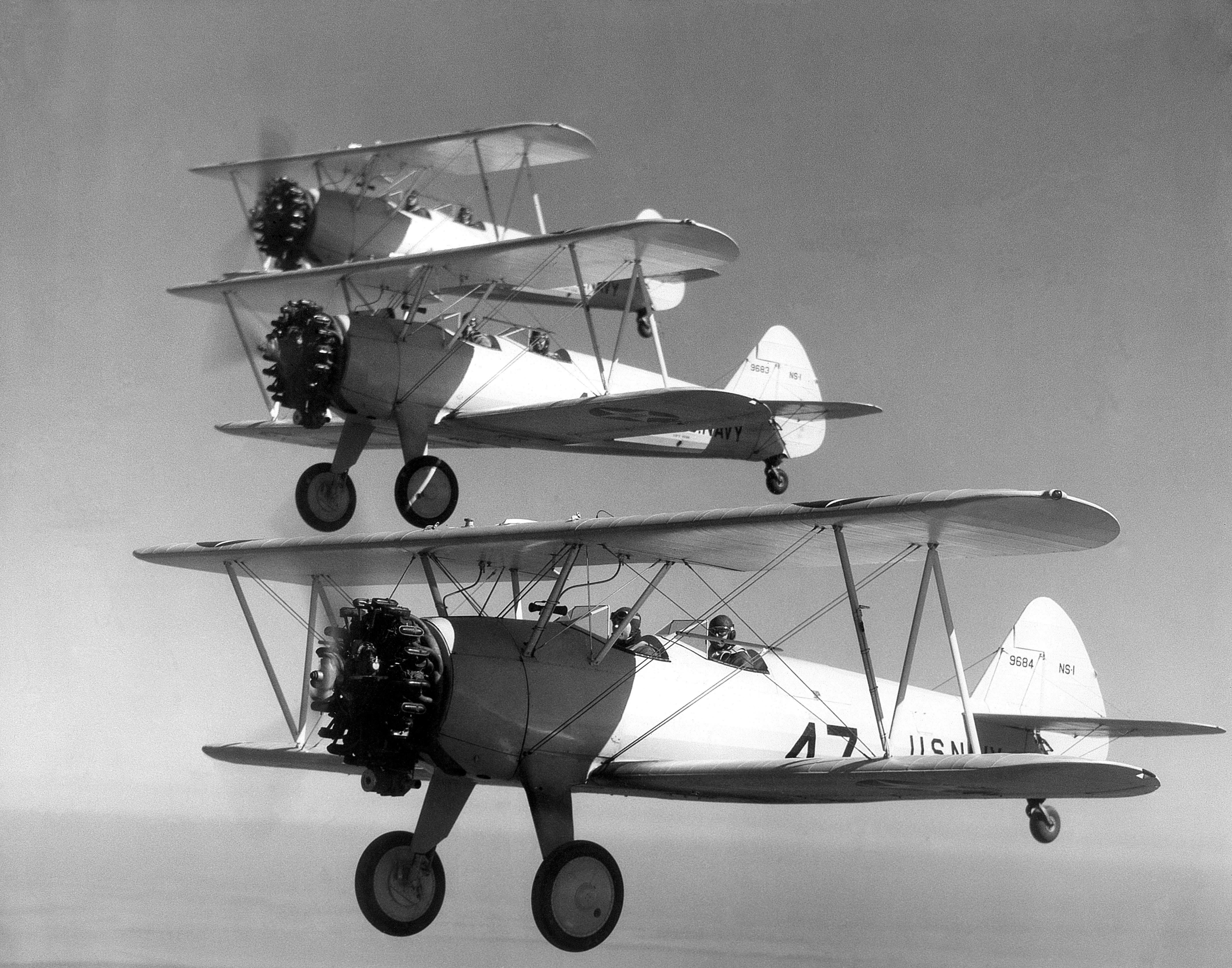
NAS Pensacola Flight School van de Amerikaanse marine (1936)

De Boeing-Stearman Model 75, ook wel bekend als Boeing Stearman of Kaydet, is een tweepersoons dubbeldekker lesvliegtuig. Tijdens de jaren dertig en veertig van de 20e eeuw werden er zo'n kleine 10.000 van gebouwd. Deze werden gebouwd door de Stearman Aircraft Corporation die in 1934 een dochteronderneming van Boeing werd.

## Ontwerp en historie
De Kaydet was een robuust gebouwde conventionele dubbeldekker met een stevig vast wielonderstel in een staartwielconfiguratie. De romp bestaat uit een buizenframe met gedeeltelijke beplating en doekbespanning. De vleugels en romp werden bijeengehouden door staanders en spandraden. De leerling en de instructeur zaten in twee aparte tandem cockpits (achter elkaar). De stermotor was meestal gemonteerd zonder motorkap. Een veelvuldig toegepaste modificatie is de originele stermotor (meestal van Continental of Lycoming) vervangen door een negencilinder Pratt & Whitney R-985 Wasp Junior met een constant-speed propeller. Deze Pratt & Whitney stermotor is couranter en de onderdelen zijn eenvoudiger leverbaar.
Tijdens de Tweede Wereldoorlog werd het toestel door de United States Air Force gebruikt als lesvliegtuig. Na de oorlog kregen de toestellen een tweede leven als sportvliegtuig of landbouwvliegtuig voor het besproeien van landbouwgrond met bestrijdingsmiddelen. Hierbij werd de sproeitank ingebouwd op de plaats van de voorste cockpit.

## Ongevallen
Een Boeing-Stearman 75 stortte op 28 juni 2024 neer in een groenzone van een woonwijk in Hasselt (België). De piloot raakte zwaargewond, terwijl de passagier het leven verloor.

## In film
Het sproeivliegtuig van de alcoholische piloot en Vietnam-veteraan Russell Casse (gespeeld door Randy Quaid) in de film Independence Day was een Boeing-Stearman.